# النصب التذكاري للاستقلال في كييف

النصب التذكاري في 2006

نصب الاستقلال في كييف (بالروسية Майдан Незалежности ) يقع النصب التذكاري للاستقلال في الساحة المركزية في كييف - ساحة الاستقلال أو (ميدان الاستقلال). النصب هو عمود على الطراز الباروكي الأوكراني مع نمط الإمبراطورية. نصب تحت الإشراف المباشر من قبل الحكومة في كييف. من ثم أصبح واحد أكبر الأعمدة المنحوتة في البلاد.

## التاريخ
نصب الاستقلال في كييف شيد النصب التذكاري للاستقلال في عام 2001 للاحتفال بالذكرى السنوية العاشره لاستقلال أوكرانيا واليوم هو واحد من ألمع نماذج أثار ما بعد الاتحاد السوفييتي.
وتجدر الإشارة إلى أن المنافسة عقدت لأفضل مشروع لنصب تذكاري، بدات من 7 الي 21 أغسطس كان الموعد النهائي للنحاتين والمعماريين. أي ان المدة التي حددت للتصميم كانت أسبوعين فقط.

## البناء
بالنسبة لمواد البناء المستخدمه.
ما يخص الكسوة: أحضرت أعمدة من إيطاليا
بالرخام الأبيض ضمن التشكيل مما يعزز إطار ملموس.
2-قاعدة التمثال : يتكون العمود في الطراز الباروكي الأوكراني ومزين في الكنيسة المسيحية.
ويتكون التمثال من البرونز المصبوب الذي يصل وزنه الإجمالي الي 20 طنا.
و بارتفاع يصل 61 متر: النحت امرأة - 9 أمتار، ويقع على برج 52 مترا.
استخدمت في تشييد النصب آليات تقنية مشابهة لتلك التي استخدمت في تشييد نصب «الوطن الأم».
تلك الهياكل تضمن سلامة النصب من أي كوارث طبيعية محتملة.
و تساعد النصب علي تحمل الرياح والزلازل.